# Philippe Moureaux
Pour les articles homonymes, voir Moureaux.
Philippe Moureaux, né le 12 avril 1939 à Etterbeek et mort le 15 décembre 2018 à Molenbeek-Saint-Jean, est un historien et homme politique belge, membre du Parti socialiste.
Il est notamment l'auteur de la loi contre le racisme et la xénophobie adoptée en 1981.

## Biographie

### Famille
Fils du ministre libéral Charles Moureaux et d'une mère de la lignée des industriels Blaton, et frère de Serge Moureaux, Philippe Moureaux a été marié avec Françoise Dupuis, présidente du Parlement régional bruxellois et ancienne ministre, dont il a longtemps vécu séparé. De cette union sont nées deux filles, Claire et Catherine Moureaux, toutes deux également investies en politique.
Divorcé au début de 2010, il s'est remarié, le 26 juin suivant, avec Latifa Benaicha, de 35 ans sa cadette et de confession musulmane, une collaboratrice du cabinet du ministre-président bruxellois Charles Picqué.

### Carrière universitaire
Docteur en philosophie et lettres, Philippe Moureaux est historien, professeur émérite de critique historique et d’histoire économique à l'Université libre de Bruxelles et spécialiste des Pays-Bas autrichiens.

### Carrière politique
D'abord conseiller au sein du cabinet du vice-Premier ministre André Cools, il passera ensuite aux cabinets du Premier ministre Edmond Leburton, de Léon Hurez (vice-Premier ministre de 1977 à 1979) et de Guy Spitaels (vice-Premier ministre de 1979 à 1980).
En mai 1980, la Belgique étant alors un pays en voie de fédéralisation, Philippe Moureaux, professeur d'université qui n'a encore aucun mandat électif, entre dans le gouvernement d'union nationale Martens III et le demeure dans le suivant en qualité de ministre de l'Intérieur et des Réformes institutionnelles. Il participe à ce titre à une importante réforme institutionnelle.
Son nom est également lié à la loi contre le racisme et la xénophobie du 30 juillet 1981, dite « loi Moureaux » qui est adoptée alors qu'il est ministre de la Justice et des Réformes institutionnelles dans le cabinet Eyskens entre avril et décembre 1981.
À cette date, il prend la présidence de la toute nouvelle Communauté française de Belgique, fonction qu'il conserve pendant quatre ans, jusqu'en décembre 1985. Il retrouve brièvement son poste entre février et mai 1988. Il est élu membre de la Chambre des représentants en 1981 et le demeure jusqu'en 1995.
Il revient au gouvernement en mai 1988 comme vice-Premier ministre et ministre de la Région bruxelloise et des Réformes institutionnelles dans les cabinets Martens VIII et IX. Il est enfin ministre des Affaires sociales à partir de mars 1992 dans le gouvernement Dehaene I. Après avoir mené à son terme la réforme de l'assurance-maladie, Moureaux démissionne de ses fonctions le 4 mai 1993 pour la commune de Molenbeek.

### Carrière politique communale

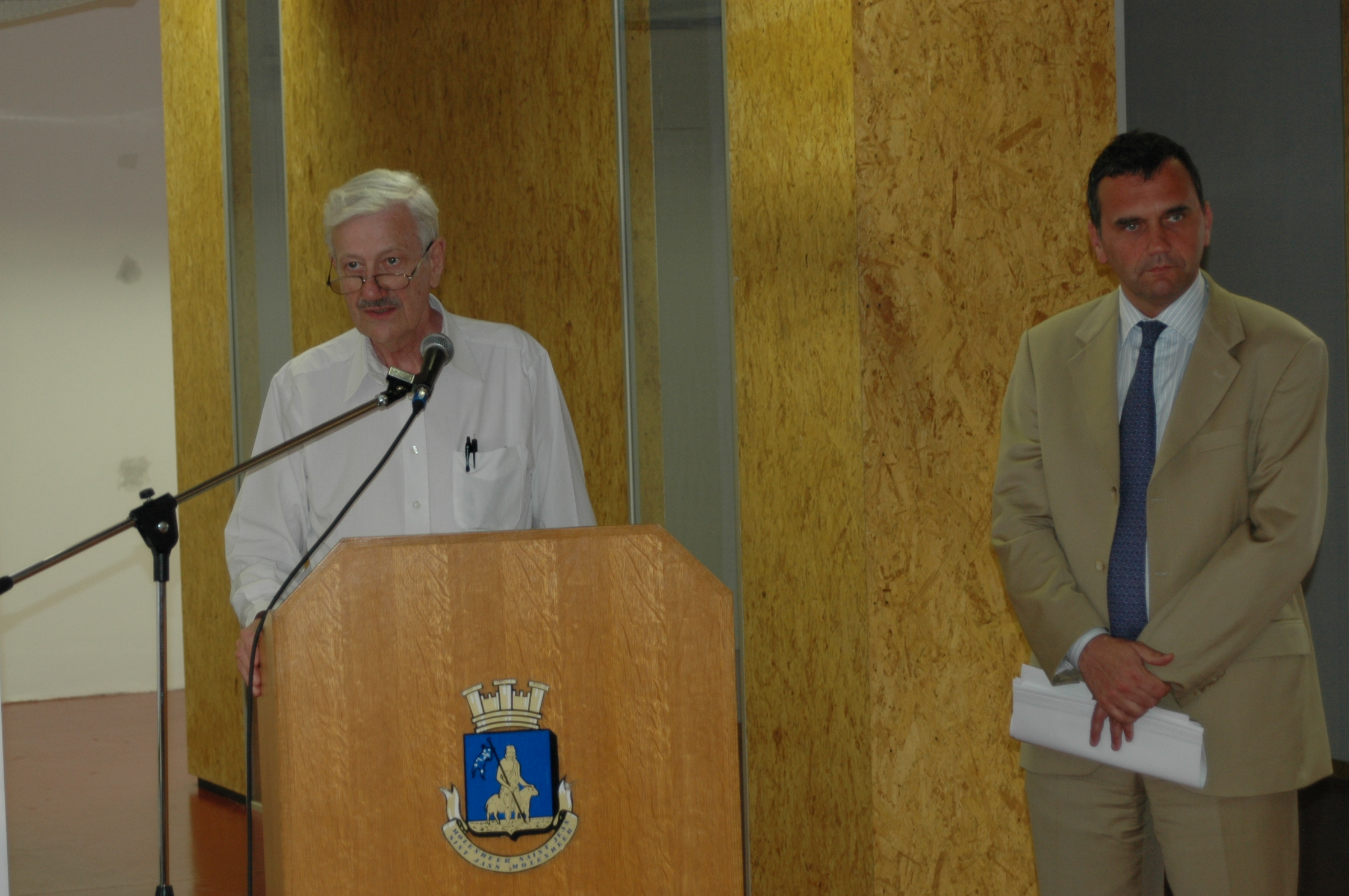
Philippe Moureaux lors d'une inauguration d'une couveuse en présence du ministre Benoît Cerexhe en 2006.

Philippe Moureaux débarque à Molenbeek-Saint-Jean en 1982 où il mène la campagne communale sur le thème du « stop à l’immigration. ». Il débat à la même époque sur La RTBF matinale, il y est opposé à Albert Faust, secrétaire général du SETCa de Bruxelles Halle Vilvorde et s’oppose obstinément au vote des étrangers aux élections communales alors qu’Albert Faust lutte avec la FGTB pour l’obtenir. En 1986, écrivant dans un journal communal consacré à l’enseignement, il évoque la nécessaire assimilation des citoyens d’origines étrangères. Au cours de la même période, il évoque plusieurs fois ses regrets que l’on ait reconnu l’Islam en qualité de religion subsidiée.
En 1993, il tenait encore des positions anti-immigrés : « les clandestins sont en train de détruire complètement notre modèle social. (…) Le CPAS de Molenbeek-Saint-Jean ne peut pas être le CPAS du quart de la Roumanie, du tiers du Pakistan » (Le Vif L’Express, 17 septembre 1993) ou encore « je le dis clairement et durement : nous sommes totalement incapables d’intégrer une nouvelle vague d’immigration. On va arriver à des situations conflictuelles ». (Vlan, 29 septembre 1993).
Plus tard, il deviendra l'un des plus grands défenseurs de l'islam et de l'immigration n'hésitant pas à faire ses campagnes électorales dans les mosquées. Ce qui lui vaut de nombreuses critiques l'accusant de pratiquer du communautarisme, du clientélisme et d'avoir laissé prospérer l'islam radical,.
En avril 2012, il n'avait pas hésité à comparer une émission de Questions à la Une de la RTBF traitant de l'islam aux méthodes de Goebbels ce qui avait suscité une vive indignation du milieu journalistique considérant que l'émission était mesurée et faisait attention à ne pas stigmatiser la communauté musulmane.
Conseiller communal de Molenbeek-Saint-Jean à partir de 1983, il en est élu bourgmestre à mi-mandat en 1992, en succédant au libéral Léon Spiegels. Après deux mandats passés en coalition « mauve » avec les libéraux de 1988 à 2000, il opte à cette dernière date pour une coalition « olivier » entre sa liste du bourgmestre, à dominance PS, mais incluant le SP, le PSC et le CVP et Ecolo, pour en revenir en 2006 à une coalition « violette » avec la liste MR menée par Françoise Schepmans, déjà échevine pendant le mandat 1994-2000.
Il pratique l’ouverture aux candidats d’origine non européenne à partir des élections de 2000, à l'issue desquelles le collège compte deux échevins PS d'origine marocaine, Mohammed Daïf et Jamal Ikazban, qui sont reconduits dans leurs fonctions en 2006.
Lors des élections communales et provinciales du 14 octobre 2012, sa liste du bourgmestre à tendance socialiste sort en tête du scrutin avec 29,18 %, contre 27,33 % au MR. Par rapport à 2006, ce résultat représente un recul de 10,3 %, ce qui peut-être mis en perspective avec le fait que le cdH/CD&V, qui obtient 11,6 %, ne fait plus partie de cette liste. cdH/CD&V et Ecolo/Groen! s'allient alors avec le MR pour former une coalition qui exclut Moureaux et sa liste. Il annonce alors son retrait total de la vie politique locale et son départ de la vie politique nationale en 2014, à la fin de son mandat de sénateur.
En 2014, le journal La Capitale révèle  que sous l'ère Moureaux, 45 personnes ont bénéficié d'un logement social alors que leurs revenus étaient, pour certains, largement supérieurs aux plafonds autorisés. Il s'agirait de passe-droits accordés par Philippe Moureaux.
En 2015, Lalibre révèle que Molenbeek-Saint-Jean est au bord de la faillite à cause de la gestion désastreuse de cette commune (défauts comptables, dette abyssale...) par Philippe Moureaux. En réponse à cet article, Philippe Moureaux rappelle que le MR faisait partie de sa majorité et s'occupait du budget. Françoise Schepmans accuse Moureaux de s'être comporté en dictateur et d'avoir tout centralisé. En réponse à l'accusation d'amateurisme de la nouvelle majorité communale lancé par Moureaux, Lalibre rappelle que l'ensemble des faits reprochés (endettement massif, etc ...) s'étaient passés lorsque Philippe Moureaux était bourgmestre. À la suite de ces révélations, le FDF a demandé un audit sur la gestion financière de Molenbeek-Saint-Jean et des explications sur « l'exercice étonnant, voire laxiste » de la tutelle régionale ces dernières années. Pour Emmanuel De Bock, « sauf à avoir été victime de camouflages comptables, il semble que la tutelle régionale ait été exercée de manière peu contraignante à l'égard de la commune du patron des socialistes bruxellois ».
En mai 2015, la justice ouvre une information judiciaire pour enquêter sur la gestion communale de Moureaux,.
À la suite des attentats du 13 novembre 2015 en France sa gestion des problèmes communautaires au cours de vingt ans passés à la tête de sa commune est fortement mise en cause. Ainsi, le sénateur Alain Destexhe lui reproche d'avoir complètement négligé la question de la radicalisation islamiste dans sa commune pour des raisons électoralistes. D'autres à l'instar du politologue Pierre Vercauteren sont plus nuancés et font notamment valoir qu'une seule personne ne peut être tenue responsable de la situation. Dans une interview accordée au journal Le Soir, l'intéressé se défend en expliquant qu'il n'est plus bourgmestre depuis trois ans, que durant son passage à la tête de la commune aucun événement similaire ne se serait produit et impute les attentats à « un échec complet des services de renseignement aussi bien français que belges ». Cependant, contrairement à ce qu'il a affirmé, Molenbeek-Saint-Jean était bien déjà une plaque tournante du terrorisme islamiste lorsqu'il était bourgmestre. Molenbeek-Saint-Jean avait déjà, entre autres, abrité du temps de Moureaux, les assassins du commandant Massoud, en Afghanistan, ainsi qu'Hassan El Haski, l'un des concepteurs des attentats de 2004 à Madrid (191 morts et 1800 blessés). Françoise Schepmans qui lui a succédé à la tête de la commune explique toutefois qu'il y existait « un terreau favorable aux événements » et évoque le « soi-disant laboratoire socio-multiculturel de Philippe Moureaux » en ajoutant que ce dernier « est dans le déni ».
Merry Hermanus, ancien cadre du PS se montre très critique sur son blog envers Philippe Moureaux qu'il considère comme un des responsables à l'origine de la politique communautariste de la fédération bruxelloise du parti,,.

### Sénateur
Élu sénateur en 1999, Philippe Moureaux fait partie de ceux qui déposent en 2003 une proposition de loi, adoptée le 19 mars 2004, visant à l'octroi du droit de vote aux élections communales à des étrangers ressortissants de pays hors-Union européenne.

### Décès
Philippe Moureaux meurt le 15 décembre 2018 des suites d'un cancer.

## Distinctions
Le roi Albert II lui a octroyé en 1995 le titre honorifique de ministre d'État. Philippe Moureaux est détenteur des distinctions honorifiques de commandeur de l’ordre de Léopold et de grand-croix de l’ordre de Léopold II.

## Œuvres
- Les Comptes d'une société charbonnière à la fin de l'Ancien Régime (La société de Redemont à Haine-St-Pierre - La Hestre). Bruxelles, Palais des Académies, 1969. In-8° sous reliure d'éditeur, 248 p., planches hors texte, (« Commission royale d'histoire »).
- La Soupière chinoise. Bruxelles, éditions Luc Pire, 2011, 240 p.
- La Vérité sur Molenbeek, éditions La Boîte A Pandore, 2016.
- Portraits Souvenirs, éditions Jourdan, 2017[29].